# Autoenukleation
Autoenukleation (griechisch αὐτό~ ‚selbst‘, lateinisch ex ‚aus‘, nucleus ‚der Kern‘; frei übersetzt Selbstentkernung) ist ein augenheilkundlicher bzw. psychiatrischer Begriff für das selbstverletzende bzw. selbstverstümmelnde Entfernen (Enukleation) des eigenen Auges.

## Forschungs- und Kulturgeschichte
Erstmals wurde eine Autoenukleation als psychiatrisches Phänomen 1846 von Gottlob Heinrich Bergmann beschrieben. Der seltenere Begriff Ödipismus (französisch oedipisme), in Anspielung auf den Ödipus-Mythos, geht zurück auf Charles Blondel (1906). In der Literatur werden im Zusammenhang auch drei Schutzheilige der Augenheilkunde erwähnt, die sich Legenden zufolge aus edlen Motiven heraus die eigenen Augen herausrissen (Lucia von Syrakus, Triduana und Medana).
Der Großteil der Literatur zu einzelnen Fällen stammt aus dem anglo-amerikanischen Raum (Vereinigtes Königreich, Vereinigte Staaten, Kanada, Australien). Ein ausschließliches Auftreten im (christlichen) Westen wurde vermutet, liegt aber de facto (bekannte Fälle von Muslimen, Asiaten und Afrikanern) nicht vor.

## Prävalenz und Risiko
Studien gehen davon aus, dass Autoenukleation mit einer Prävalenz von 2,8 bis 4,3 pro 100.000 Menschen vorkommt. Bei einer Untersuchung von 50 Fällen wurde festgestellt, dass in 39 % der Fälle beide Augen entfernt wurden; Männer und Frauen waren gleich oft betroffen. Autoenukleation bei Kindern ist selten; zumeist ist hier eine geistige Behinderung ursächlich.

## Ursachen, Korrelationen und Assoziationen
Vielfach wird eine Psychose, zumeist Schizophrenie, als zugrundeliegende Ursache angenommen. Zu anderen Ursachen, von denen berichtet wird, zählen substanzinduzierte Psychosen (bspw. durch Drogen, Alkohol oder Vergiftungen mit chemischen Lösungsmitteldämpfen), bipolare Manien, zwangsgestörte „Neurosen“, posttraumatische Belastungsstörungen und schwere Depressionen. In einem Fall kam es nach einem epileptischen Anfall zu einer Autoenukleation, was im Nachhinein als eine postiktale Psychose gewertet wurde. Weitere mögliche Ursachen sind Neurolues, Lesch-Nyhan-Syndrom, Down-Syndrom und strukturelle Verletzungen des Gehirns, wenngleich organische Erkrankungen als Ursache selten sind.
Es besteht häufig eine Assoziation mit religiösen und sexuellen Wahnvorstellungen, wobei die Betroffenen die Konzepte Sünde, das Böse, Schuld und Sühne als Motiv für ihre Handlungen anführen. Viele zitieren hierfür Bibelstellen (insbesondere Mt 5,29 ). Teils wird das Auge selbst als Übel wahrgenommen, teils wird das Auge dafür verantwortlich gemacht, bedrohliche Situationen erleben zu müssen. Unmittelbar nach der Autoenukleation wird diese im Allgemeinen nicht bedauert; vorübergehend stellt sich ein Abbau von Schuldgefühlen bzw. ein Gefühl von Erleichterung ein. Erklärungen für den Zusammenhang zwischen Schuldabbau und Verletzungen des eigenen Auges sind spekulativ und in der Forschung kontrovers; diskutiert wird u. a. das Auge als Symbol des Selbst (wegen der Rolle der Entwicklung der visuellen Wahrnehmung beim Aufbau des Bewusstseins), womit das Selbst bestraft oder getötet werden, das Ganze aber weiterleben kann.
Häufig kam es bei Betroffenen bereits zuvor zu autoaggressivem Verhalten oder Suizidversuchen. Die Fachliteratur legt nahe, dass nach einer erfolgten Autoenukleation ein erhöhtes Risiko einer erneuten Selbstverletzung (wovon auch das verbliebene Auge betroffen sein kann) besteht, auch bei Überwachung der Betroffenen durch medizinisches Personal.

## Verlauf und Komplikationen
Oft beschränkt sich die spezifische Autoenukleation auf nur ein Auge. Um dabei den Sehnerv zu durchtrennen oder auch herauszureißen, bedarf es einer jähen und erheblichen Kraftaufwendung. 
Die Autoenukleation wird von einer Ruptur der Arteria ophthalmica begleitet, was zu starken Blutungen führt. Findet die Durchtrennung der Arterie intra-orbital noch vor der Öffnung zum Canalis opticus statt, tritt die Blutung innerhalb der Augenhöhle auf. Ist das Gefäß in oder hinter der Öffnung abgerissen, so kann es zu einer Subarachnoidalblutung kommen.
Es kann auch zu einem Austreten von Liquor cerebrospinalis kommen.
Eine weitere Komplikation kann in einer eitrigen Meningitis bestehen. In einem Fall von Autoenukleation bildete sich anschließend ein Aneurysma an der Verbindungsstelle zwischen Arteria carotis interna und Arteria ophthalmica. Auch Fälle mit Panophthalmitis sind bekannt. Letztere kann auch durch misslungene Autoenukleationen mitverursacht werden, bei denen der unzureichende Kraftaufwand in einer Scleraruptur resultierte. Misslungene Autoenukleationen können zudem durch Verletzungen, Blutungen, Ödeme sowie Prellungen der Netzhaut ebenfalls zu Sehverlust führen.

## Behandlung
Eine Autoenukleation erfordert eine umgehende ärztliche Intervention. Diese stellt in erster Linie eine medizinische Notfallversorgung dar und besteht aus einer Kombination von ophthalmo-chirurgischen und psychiatrischen Maßnahmen.
Bei einer aktiven Blutung muss durch direkte Kompression der Arteria ophthalmica eine ausreichende Hämostase erzielt werden. Bei Ausbleiben von starken Blutungen im Augenhöhlenbereich liegt der Verdacht einer Subarachnoidalblutung nahe. Die Augenhöhle sollte zum Anlegen einer Zellkultur verwendet und ausgespült sowie ein topisches Antibiotikum installiert werden. Bei allen Erwachsenen ist eine Tetanusimpfung angezeigt.
Es sollte eine komplette Krankengeschichte des Betroffenen besorgt werden, außerdem sollte eine sorgfältige Befragung bezüglich der Einnahme von Drogen oder dem Vorliegen neurologischer Symptome stattfinden. Eine gründliche neurologische Untersuchung beinhaltet hierbei die Untersuchung des Geisteszustands des oder der Betroffenen und die Suche nach Anzeichen für Meningismus oder fokale neurologische Defizite. Mittels Fingerperimetrie können Hinweise auf die Verletzung der Sehnervenkreuzung ermittelt werden. Bei Verdacht auf neurologische Ausfälle oder auf eine Subarachnoidalblutung kann eine Computertomographie oder eine neurochirurgische Untersuchung angezeigt sein.
Versuchte Autoenukleation können zu massiven Gewebeschwellungen innerhalb der Orbita führen und so den Sehnerv beschädigen. Eine Funktionsprüfung kann durch Computertomographie oder VEP-Tests erfolgen, eine Messung des intraokularen Drucks mittels geeigneter Tonometrieverfahren. Eine systemische Behandlung mit Steroiden baut, falls erforderlich, den Druck ab, kann aber beim Betroffenen psychotisches Verhalten verstärken. Sollte das Auge durch den Autoenklueationsversuch irreparabel beschädigt worden sein, ist ggf. eine reguläre Enukleation angezeigt, um das Risiko einer sympathischen Ophthalmie zu verringern. Ob die Verletzungen für den Betreffenden tatsächlich in einer irreversibler Blindheit münden, kann ggf. durch Neuroimaging oder elektrodiagnostische Verfahren festgestellt werden.
Um eine hämorrhagische Diathese auszuschließen, sollten im Labor auch PT, PTT und Thrombozytenzahl ermittelt werden. Beim enukleierten Auge kann die Hornhaut auf eine Eignung zur Gewebespende hin untersucht werden. Zur Feststellung einer substanzinduzierten Psychose kann ein Drogentest des Urins hilfreich sein. Bei Vorliegen relevanter Substanzen kann eine Entgiftung notwendig sein.
Nach der Aufnahme ins Krankenhaus sollte der oder die Betroffene gründlich beobachtet werden, um Anzeichen örtlicher Infektionen, von Meningitis, einer aktiven Subarachnoidalblutung sowie erneutes selbstverstümmelndes Verhalten oder Suizidversuche rechtzeitig festzustellen. Fand die Autoenukleation nur bei einem Auge statt, sollten beim verbliebenen Auge ein kompletter Organbefund sowie Visusprüfung und Gesichtsfelduntersuchung durchgeführt sowie auf eine mögliche sympathische Ophthalmie hin beobachtet werden.
Die Heranziehung psychiatrischer Fachkräfte sowie die Einleitung von Vorsichtsmaßnahmen gegen Suizid oder Parasuizid sind geboten. Zur sofortigen Prophylaxe gegen Suizid oder selbstverstümmelndes Verhalten wurde eine zügige, parenterale Behandlung mit Tranquillanzien empfohlen (Neuroleptika, Antidepressiva). Gelegentlich wurde auch mit der Elektrokrampftherapie gute Ergebnisse erzielt. Es wurde über Erfolge mit Augenprothesen im Rahmen der Genesung berichtet.